# Jean Corriveau
Jean Corriveau – kanadyjski narciarz, specjalista narciarstwa dowolnego. Nigdy nie startował na żadnych mistrzostwach świata ani na igrzyskach olimpijskich. Najlepsze wyniki w Pucharze Świata osiągnął w sezonie 1980/1981, kiedy to zajął 16. miejsce w klasyfikacji generalnej, a w klasyfikacji skoków akrobatycznych zdobył małą kryształową kulę. W sezonach 1979/1980 i 1981/1982 był drugi, a w sezonie 1982/1983 trzeci w klasyfikacji skoków akrobatycznych.
W 1983 r. zakończył karierę.

## Sukcesy

### Miejsca w klasyfikacji generalnej
- 1979/1980 – 17.
- 1980/1981 – 16.
- 1981/1982 – 22.
- 1982/1983 – 23.

### Miejsca na podium
1. Poconos – 11 stycznia 1980 (Skoki akrobatyczne) – 3. miejsce
2. Tignes – 15 marca 1980 (Skoki akrobatyczne) – 1. miejsce
3. Whistler – 30 marca 1980 (Skoki akrobatyczne) – 2. miejsce
4. Livigno – 18 stycznia 1981 (Skoki akrobatyczne) – 1. miejsce
5. Tignes – 24 stycznia 1981 (Skoki akrobatyczne) – 1. miejsce
6. Laax – 1 lutego 1981 (Skoki akrobatyczne) – 2. miejsce
7. Seefeld in Tirol – 8 lutego 1981 (Skoki akrobatyczne) – 1. miejsce
8. Oberjoch – 15 lutego 1981 (Skoki akrobatyczne) – 1. miejsce
9. Whistler Blackcomb – 10 stycznia 1982 (Skoki akrobatyczne) – 2. miejsce
10. Morin Heights – 31 stycznia 1982 (Skoki akrobatyczne) – 1. miejsce
11. Mont-Sainte-Anne – 7 lutego 1982 (Skoki akrobatyczne) – 1. miejsce
12. Sella Nevea – 28 lutego 1982 (Skoki akrobatyczne) – 1. miejsce
13. Oberjoch – 21 marca 1982 (Skoki akrobatyczne) – 1. miejsce
14. Tignes – 21 stycznia 1983 (Skoki akrobatyczne) – 2. miejsce
15. Tignes – 22 stycznia 1983 (Skoki akrobatyczne) – 3. miejsce
16. Livigno – 4 lutego 1983 (Skoki akrobatyczne) – 2. miejsce

- W sumie 9 zwycięstw, 5 drugich i 2 trzecie miejsce.